# DSA-358
La DSA-358 es una carretera perteneciente a la Red Secundaria de la Diputación Provincial de Salamanca que une las localidades de Martiago y Vegas de Domingo Rey.
También pasa por la localidad de Agallas.

## Origen y Destino
La carretera  DSA-358  tiene su origen en Martiago en la intersección con la carretera  DSA-359 , y termina en el casco urbano de Vegas de Domingo Rey, formando parte de la Red de carreteras de Salamanca.